# Gilbert Heathcote-Drummond-Willoughby (2e comte d'Ancaster)
Gilbert Heathcote-Drummond-Willoughby (29 juillet 1867 - 19 septembre 1951) est un homme politique conservateur britannique .

## Jeunesse
Ancaster est né à Londres le 29 juillet 1867. Il est le fils aîné de Gilbert Heathcote-Drummond-Willoughby (1er comte d'Ancaster), et de Lady Evelyn Elizabeth Gordon, fille de Charles Gordon (10e marquis de Huntly).
Il fait ses études à l'école préparatoire de Lambrook et au collège d'Eton, où il est rédacteur en chef du Eton College Chronicle et président de la Eton Society. Il fréquente ensuite le Trinity College de Cambridge .

## Carrière
En 1894, il est élu au Parlement pour la circonscription de Horncastle du Lincolnshire, un siège qu'il occupe jusqu'à peu de temps après les élections générales de décembre 1910, lorsqu'il succède à son père en tant que deuxième comte d'Ancaster et entre à la Chambre des lords. Il est secrétaire parlementaire du ministère de l'Agriculture et des Pêches sous David Lloyd George de 1921 à 1922 et sous Andrew Bonar Law et Stanley Baldwin de 1922 à 1924 .
Outre sa carrière politique parlementaire, il est également lord-lieutenant du Rutland de 1921 à 1951, président du conseil du comté de Rutland de 1922 à 1937, lieutenant adjoint pour le comté de Perthshire et juge de paix pour le Lincolnshire, où il est président des sessions de Kesteven Quarter de 1911 à 1937 .
Il est lord-grand-chambellan entre 1910 et 1951. Il est nommé chevalier de l'ordre royal de Victoria en 1937 .
Pendant la seconde guerre des Boers il est nommé major honoraire de la Yeomanry Impériale du Leicestershire, et est transféré en juin 1901 comme capitaine de la Yeomanry Impériale du Lincolnshire, avec le grade de lieutenant-colonel .
Le 12 décembre 1902, il est l'un des directeurs fondateurs d'Ivel Agricultural Motors Limited de Biggleswade, fondée par Dan Albone qui invente le moteur agricole Ivel (le mot «tracteur» ne fut utilisé que plus tard).

## Vie privée
En 1905, Lord Aveland épouse l'héritière américaine Eloise Lawrence Breese (1882–1953), fille de William Lawrence Breese de New York, à St Margaret's, Westminster . Sa sœur Anne épouse Alastair Robert Innes-Ker, le deuxième fils de James Innes-Ker. Le frère de Lord Alastair, Henry Innes-Ker (8e duc de Roxburghe), épouse également une Américaine, Mary Goelet. Ils ont deux fils et deux filles:
- Catherine Mary Heathcote-Drumond-Willoughby (1906–1996), qui épouse Charles Wedderburn Hume et John St Maur Ramsden (1902–1948), fils de Sir John Ramsden, 6e baronnet
- James Heathcote-Drummond-Willoughby (1907–1983), qui épouse l'hon. Nancy Phyllis Louise Astor, fille de Waldorf Astor, 2e vicomte Astor [5]
- Priscilla Heathcote-Drumond-Willoughby (1909–2002), qui épouse le colonel Sir John Aird, 3e baronnet (parents de Sir John Aird, 4e baronnet)
- John Heathcote-Drumond-Willoughby (1914-1970), décédé célibataire[2].

Il meurt le 19 septembre 1951, âgé de 84 ans, et est remplacé dans ses titres par son fils unique survivant, Gilbert James Heathcote-Drummond-Willoughby. Sa veuve est décédée en 1953.